# Teddington
Teddington is een wijk in het Londense bestuurlijke gebied Richmond upon Thames, in de regio Groot-Londen. Het ligt op de noordelijke oever van de Theems.

## Sluizencomplex
Bij de plaats ligt een sluizencomplex in de Theems. De sluizen markeren de scheiding tussen dat deel van de rivier waar het getij invloed heeft, alles ten oosten van de sluis, en het tijloze deel. De eerste sluizen werden in 1810 gebouwd.
Het sluizencomplex bestaat uit drie sluizen. De schutsluizen variëren in grootte en behandelen diverse soorten vaartuigen. De kleinste is bestemd voor recreatieve vaartuigen en de twee grotere sluizen zijn bestemd voor binnenvaartschepen. Tussen de sluizen liggen diverse kleine eilanden. Iets stroomafwaarts van de sluizen ligt de Teddington Lock voetbrug, die beide oevers van de Theems verbindt.
Nog iets verder stroomafwaarts ligt een stuw. Bij de stuw stopt het werkgebied van de Port of London Authority (PLA), de beheerder van de haven van Londen. De PLA is verantwoordelijk voor de Theems stroomafwaarts van de stuw tot aan de Noordzee. De stuw, lokaal bekend als Teddington Weir, markeert de getijdengrens van de rivier.

## Geboren
- Hermione Gingold (1897-1987), actrice
- Noël Coward (1899-1973), acteur, toneelschrijver, dichter en componist
- Keira Knightley (1985), actrice